# Сёстры Пресвятой Девы Марии Милосердия Доброго Пастыря
Сёстры Пресвятой Девы Марии Милосердия Доброго Пастыря (итал. Suore di Nostra Signora della Carità del Buon Pastore, RBP) — женская монашеская конгрегация понтификального права, которую основала святая Мария Евфразия.

## История
Мария Евфразия, будучи настоятельницей одного из монастыря женской конгрегации «Сёстры Пресвятой Девы Марии Милосердного Утешения», решила заниматься миссионерской деятельностью среди проституток. Для этого 31 июля 1829 года она приобрела здание в городе Анже, который назвала «Домом Утешения». В 1831 году в этом доме образовалась монашеская община, настоятельницей которой стала Мария Евфразия. Вскоре подобные общины возникли в других городах Франции. Обладая определённой независимостью в своей деятельности, эти общины находились под административным управлением Марии Евфразии. 3 апреля 1835 года Святой Престол утвердил Устав новой конгрегации.
После смерти Марии Евфразии в 1868 году конгрегация насчитывала около 3 тысяч монахинь, которые проживали в 110 монашеских домах.
В 1940 году основательница конгрегации Мария Евфразия была причислена Римским папой Пием XII к лику святых.

## В настоящее время
В настоящее время Сёстры Пресвятой Девы Марии Милосердия Доброго Пастыря занимаются миссионерской, благотворительной, образовательной деятельностью и реабилитацией проституток. Также работают в женских тюрьмах.
Характерной чертой конгрегации является наличие отдельных монашеских общин под названием «Магдалины», ведущих строгую затворническую жизнь и состоящих из обращённых проституток.
Генеральный дом конгрегации находится в Риме. На 31 декабря 2005 года в конгрегации было 4.515 сестёр в 614 монашеских общинах.

## Святые конгрегации
- Мария Евфразия — основательница конгрегации;
- Мария Божественного Сердца (1863—1899) — блаженная.

## Источник
- Annuario Pontificio per l’anno 2007, Libreria Editrice Vaticana, Città del Vaticano, 2007, стр. 1487, ISBN 978-88-209-7908-9.
- Guerrino Pelliccia e Giancarlo Rocca (curr.), Dizionario degli Istituti di Perfezione (10 voll.), Edizioni paoline, Milano 1974—2003.